# Spedizione di Khanasor
La spedizione di Khanasor (in armeno Խանասորի արշավանքը?, Khanasori arshavankë) fu un raid punitivo lanciato dai fedayn armeni contro la tribù curda Mazrik il 25 luglio 1897. Nel 1896, all'indomani della Difesa di Van, la tribù Mazrik aveva teso un'imboscata e massacrato molti dei difensori armeni di Van mentre si stavano ritirando in Persia. La Federazione Rivoluzionaria Armena decise di vendicarsi di quell'atrocità, dando vita alla spedizione di Khanasor.

## Evento
Circa un anno dopo gli eventi di Van, la Federazione Rivoluzionaria Armena decise di vendicarsi e "punire" la tribù curda Mazrik per il suo ruolo nei massacri hamidiani e per l'imboscata ai difensori di Van. La tribù Mazrik era accampata nei campi della piana di Khanasor, vicino Avarayr. L'ARF, con il sostegno degli Hunchakian e degli Armenakan, organizzò un attacco alla tribù. L'operazione fu pianificata da Nikol Duman insieme a "Khanasora" Vartan Mehrpanian e Ishkhan Arghoutian, i quali parteciparono tutti come comandanti dell'operazione. Tra i soldati armeni vi furono anche disaccordi. Per il loro accordo il partito inviò Tavriz Harutiun Shahrigian e giunsero conseguentemente alla conclusione di tenere un'azione. Il 25 luglio 1897, all'alba, i 250 fedaye armeni attaccarono e uccisero i combattenti della tribù Mazrik, risparmiando donne e bambini, tra i quali il capo dei Mazrik, Sharaf Bey, che apprendendo che gli armeni stavano presto arrivando, riuscì a fuggire indossando abiti da donna, lasciando dietro di sé donne e bambini. L'attacco terminò il 27 luglio 1897.

## Risultati e significato
Sebbene Garo, il fratello del fondatore dell'ARF, Rosdom, e altri 25 fedaye fossero tra le vittime, la spedizione di Khanasor fu un piccolo trionfo per gli armeni, sia militarmente che moralmente. Di conseguenza, gli armeni costruirono la loro fiducia in se stessi; la loro fiducia nella loro capacità di difendersi era ora rafforzata. Ancora oggi, l'ARF ricorda l'evento in cerimonie commemorative in onore della spedizione come un evento importante nella storia della lotta armena per la libertà.
Gurgen Mahari, nell'ambito di una critica all'efficacia della Federazione Rivoluzionaria Armena, aveva un personaggio nel suo romanzo The Burning Orchards che si chiedeva se l'alto significato morale e strategico che il Dashnaktsutyun attribuiva ai risultati della spedizione di Khanasor fosse giustificato, o se la spedizione, e gli altri atti come l'attacco della Banca ottomana, furono solo incidenti isolati la cui somma totale non alleviò l'oppressione degli armeni nell'Impero ottomano.